# Escriptura kitan gran
L'escriptura kitan gran era un dels dos sistemes d'escriptura kitan utilitzats per la llengua kitan, actualment extingida. Es va utilitzar durant els segles X-XII pels Khitan, que havien creat l'imperi Liao al nord-oest de la Xina. A més de l'escriptura gran, els khitan també utilitzaven un sistema d'escriptura funcionalment independent conegut com a escriptura kitan petita. Ambdues escriptures kitan van continuar essent utilitzades pels jurtxets, unes quantes dècades després de la caiguda de la dinastia Liao, fins que aquests van adoptar un sistema d'escriptura propi. Les mostres d'escriptura conservades es troben sobretot en epitafis i làpides funeràries, tot i que també se'n troben fragments en altres tipus de superfície.

## Història
Abaoji del clan Yelü, conegut pòstumament com a emperador Taizu, fundador de la dinastia Liao, va ordenar el desenvolupament de l'escriptura kitan el 920 dC. “L'escriptura gran”, o “caràcters grans" (大字), tal com era anomenat en algunes fonts xineses, es va establir per redactar les cròniques del nou estat kitan. L'escriptura kitan gran es basava en la idea de l'escriptura xinesa.

## Descripció
L'escriptura kitan gran es considerava relativament senzilla. Els caràcters s'escrivien amb un espaiat sempre igual, en columnes verticals, de la mateixa manera que s'ha escrit tradicionalment el Xinès. Tot i que l'escriptura gran majoritàriament utilitza logogrames, hi pot haver ideogrames i sil·labogrames per marcar funcions gramaticals. L'escriptura gran té unes quantes semblances amb el Xinès, amb moltes paraules agafades directament del Xinès amb modificacions o sense (p. ex. els caràcters 二,三,十,廿,月,日, els quals apareixen en dates en la inscripció aparentment bilingüe Xiao Xiaozhong muzhi de Xigushan, a Jinxi, província de Liaoning). La majoria de caràcters de l'escriptura gran, tanmateix, no es pot relacionar directament amb caràcters xinesos. El significat de la majoria dels caràcters continua essent desconegut, excepte el d'uns quants (números, símbols d'alguns dels cinc elements i les dotze branques terrestres que els kitans utilitzaven, segons sembla, per designar els anys del cicle sexagenari) que s'han establert analitzant dates en inscripcions kitan.
Hi va haver llargues controvèrsies per discernir si una làpida funerària particular pertanyia a l'escriptura gran o petita, i finalment els especialistes han identificat, almenys com a hipòtesi, que diversos monuments (esteles o fragments d'estela) eren escrits en l'escriptura gran. En tot cas, el total de caràcters de l'escriptura gran que es consideren identificats està entre 800 i 1000. El Memorial per Yelü Yanning (datat el 986 dC) és una de les inscripcions en escriptura kitan gran més antigues.

## Jurtxets
Alguns dels caràcters de l'escriptura jurtxet tenen semblances amb l'escriptura kitan gran. Segons algunes fonts, les descobertes d'inscripcions en làpides funeràries i epitafis donen pistes de la connexió entre kitan i jurtxet. Després de la caiguda de la dinastia Liao, l'escriptura kitan (caràcter petit) va continuar essent utilitzada pels jurtxet unes quantes dècades, fins que fou reemplaçat del tot per l'escriptura jurtxet i, el 1191, es va suprimir per ordre de l'emperador Zhangzong de la dinastia Jin.

## Corpus

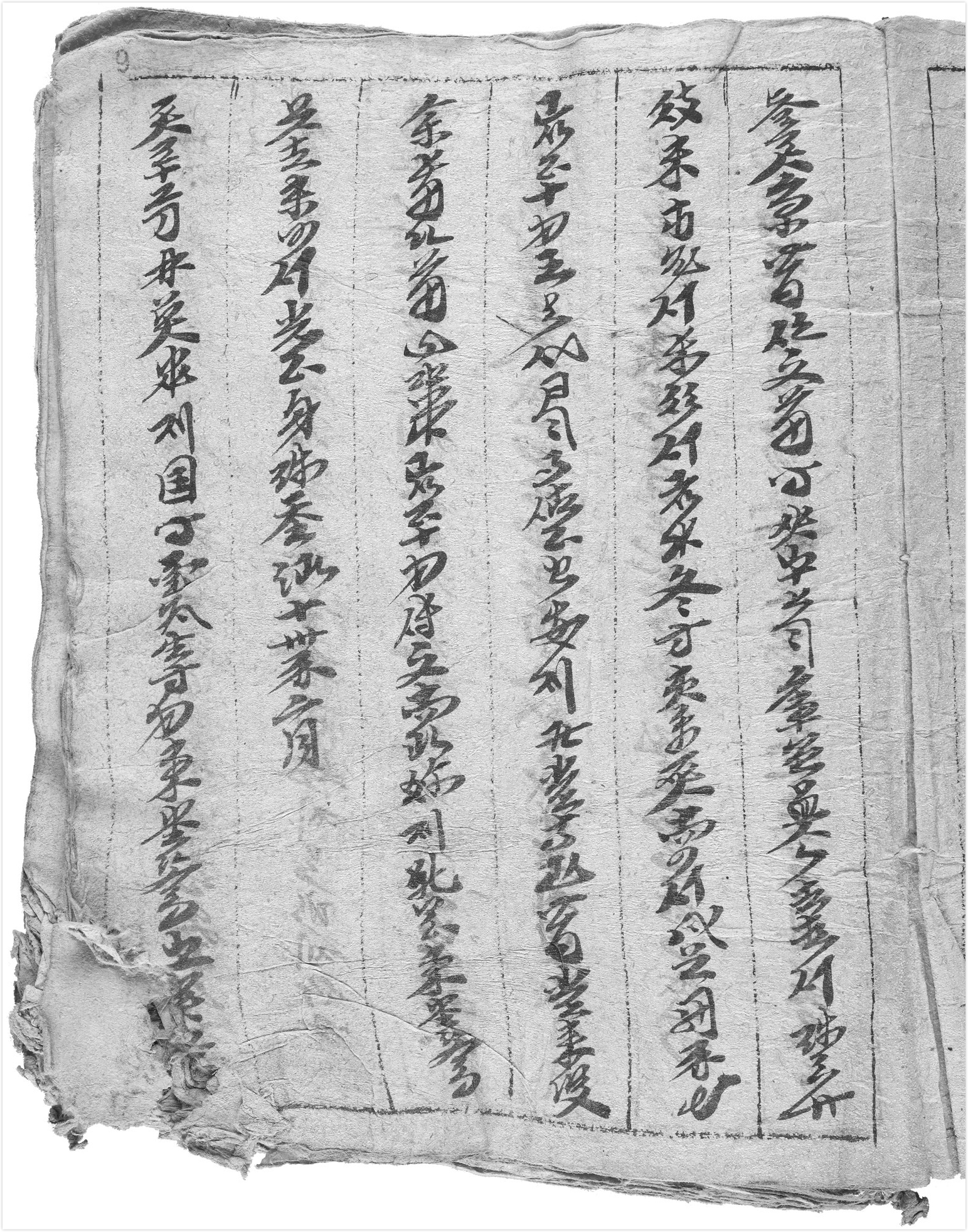
Foli 9 de còdex de manuscrit Nova N 176

No s'ha trobat cap text imprès en llengua kitan, i al costat de cinc exemples de caràcters kitan grans amb glosses xineses en un llibre sobre cal·ligrafia escrita per Tao Zongyi (陶宗儀) a mitjan segle xiv, no hi ha cap glossari xinès ni diccionaris de kitan. Tanmateix, el 2002 es va identificar un fragment petit d'un manuscrit kitan amb set caràcters kitan grans i glosses interlinears en antic alfabet uigur a la col·lecció de l'Acadèmia de Ciències de Berlín-Brandemburg. Més tard, el 2010, es va identificar un còdex manuscrit (Nova N 176) conservat a l'Institut de Manuscrits Orientals de l'Acadèmia de Ciències Russa a Sant Petersburg que segons Viacheslav Zaytsev seria sent escrit en escriptura kitan gran.
La font principal dels textos kitan són inscripcions en làpides funeràries, majoritàriament es tracta de tauletes commemoratives enterrades en tombes de la noblesa kitan. Hi ha aproximadament 17 làpides conegudes amb inscripcions en escriptura kitan gran, que daten d'entre 986 i 1176.
A més d'inscripcions funeràries, també s'han trobat inscripcions curtes en ambdues escriptures kitan en tombes murals i pintures sobre roques, i en diversos utensilis com miralls, amulets, paiza (tauletes de l'autoritat donades a oficials i enviats), i sobretot en monedes fora de circulació. També consten un nombre de segells oficials de bronze amb caràcters inscrits en un complicat estil d'escriptura kitan.